# Yuji Horii
Yuji Horii (堀井 雄二, Horii Yūji) (ook geschreven als Yuuji Horii) (geboren op 6 januari 1954 op het eiland Awaji in Japan) is een Japanse computerspelontwerper en scenarioschrijver die het meest bekend is als de bedenker van de Dragon Quest-serie, de schrijver voor Chrono Trigger, en de schrijver van de eerste avonturen visuele roman Portopia Serial Murder Case.

## Geschiedenis
Horii studeerde aan Waseda University aan de faculteit Literatuur. Hij werkte ook als freelance schrijver voor kranten, strips, en tijdschriften, waaronder de Famicom Shinken column die van 1985 tot 1988 in Weekly Shōnen Jump stond. Hij deed daarna mee aan een wedstrijd om een computerspel te maken die gesponsord werd door Enix. Het spel dat hij ontwierp, Love Match Tennis, was een van de winnaars, wat hem motiveerde om computerspelontwerper te worden. Horii maakte daarna Portopia Serial Murder Case, een spel waardoor Hideo Kojima (van de Metal Gear serie) geïnspireerd raakte om ook computerspellen te gaan ontwerpen. Het spel is de eerste in de trilogie van Yuuji Horii Mysteries. De opvolgers zijn Okhotsk ni Kiyu: Hokkaido Rensa Satsujin (1984) en Karuizawa Yūkai Annai (1985).
Na het ontwerpen van verschillende visuele romans (visual novels), begon Horii aan Dragon Quest, dat wordt gezien als de basis van de moderne Japanse RPG's. Hij haalde zijn inspiratie uit Portopia, Wizardry en Ultima. Hij was fan van computerspellen op de Apple PC en wilde Dragon Quest ontwerpen voor 'gewone spelers', die dat soort spellen lastig vonden. Daarom werkte hij aan een intuïtieve manier van besturen, waarbij zijn eerdere werk aan Portopia als leidraad dienstdeed.
Horii heeft ook gewerkt aan de Itadaki Street-serie. Ook was hij regisseur van het SNES-spel, Chrono Trigger, dat meerdere eindes had, waarbij Horii in een van de eindes aanwezig was.
Horii heeft momenteel zijn eigen productiebedrijf, Armor Project, dat een exclusief partnerschap met Square Enix heeft. Dit partnerschap bestond al voor de fusie van Enix en Square. Hij werkt momenteel aan Dragon Quest XI en zit in de selectiecommissie van de jaarlijkse Super Dash Novel Rookie of the Year Award.

## Uitgegeven projecten
| Titel                                                          | Jaar van uitgave | Platform                                        | Scenarioschrijver | Ontwerp    | Producent  | Anders       |
| -------------------------------------------------------------- | ---------------- | ----------------------------------------------- | ----------------- | ---------- | ---------- | ------------ |
| Love Match Tennis                                              | 1983             | PC-6001                                         | -                 | -          | -          | Ontwikkelaar |
| Portopia Serial Murder Case                                    | 1983             | PC-6001                                         | Green tick        | -          | -          | Ontwikkelaar |
| Okhotsk ni Kiyu: Hokkaido Rensa Satsujin Jiken                 | 1984             | PC-8801                                         | Green tick        | -          | -          | -            |
| Karuizawa Yūkai Annai                                          | 1985             | PC-8801                                         | Green tick        | -          | -          | -            |
| Dragon Quest                                                   | 1986             | NES                                             | Green tick        | -          | -          | -            |
| Dragon Quest II                                                | 1987             | NES                                             | Green tick        | -          | -          | -            |
| Dragon Quest III                                               | 1988             | NES                                             | Green tick        | -          | -          | -            |
| Dragon Quest IV                                                | 1990             | NES                                             | Green tick        | -          | -          | -            |
| Itadaki Street                                                 | 1991             | NES                                             | -                 | Green tick | -          | -            |
| Dragon Quest V                                                 | 1992             | Super NES                                       | Green tick        | Green tick | -          | -            |
| Itadaki Street 2                                               | 1994             | Super NES                                       | -                 | Green tick | -          | -            |
| Dragon Quest VI                                                | 1995             | Super NES                                       | Green tick        | Green tick | -          | -            |
| Chrono Trigger                                                 | 1995             | Super NES                                       | Green tick        | -          | -          | Regisseur    |
| Dragon Quest Monsters                                          | 1998             | Game Boy Color                                  | Green tick        | Green tick | -          | Regisseur    |
| Itadaki Street: Gorgeous King                                  | 1998             | PlayStation                                     | -                 | Green tick | -          | -            |
| Torneko: The Last Hope                                         | 1999             | PlayStation                                     | Green tick        | -          | -          | -            |
| Dragon Quest VII                                               | 2000             | PlayStation                                     | Green tick        | -          | -          | Scenario     |
| Dragon Quest Monsters 2                                        | 2001             | Game Boy Color                                  | Green tick        | Green tick | -          | Regisseur    |
| Itadaki Street 3                                               | 2002             | PlayStation 2                                   | -                 | Green tick | -          | -            |
| Dragon Quest Monsters: Caravan Heart                           | 2003             | Game Boy Advance                                | Green tick        | Green tick | -          | Regisseur    |
| Dragon Quest VIII                                              | 2004             | PlayStation 2                                   | Green tick        | Green tick | -          | -            |
| Itadaki Street Special                                         | 2004             | PlayStation 2                                   | -                 | Green tick | -          | -            |
| Dragon Quest Heroes: Rocket Slime                              | 2005             | Nintendo DS                                     | -                 | -          | -          | Producent    |
| Itadaki Street Portable                                        | 2006             | PlayStation Portable                            | -                 | Green tick | -          | -            |
| Dragon Quest Monsters: Joker                                   | 2006             | Nintendo DS                                     | -                 | Green tick | Green tick | -            |
| Itadaki Street DS                                              | 2006             | Nintendo DS                                     | -                 | Green tick | -          | -            |
| Dragon Quest Swords                                            | 2007             | Wii                                             | -                 | Green tick | -          | -            |
| Dragon Quest IX: Sentinels of the Starry Skies                 | 2009             | Nintendo DS                                     | Green tick        | Green tick | -          | -            |
| Itadaki Street Mobile                                          | 2010             | Mobiele telefoon                                | -                 | Green tick | -          | -            |
| Fortune Street                                                 | 2011             | Wii                                             | -                 | Green tick | -          | -            |
| Slime MoriMori Dragon Quest 3: Taikaizoku to Shippo Dan        | 2011             | Nintendo 3DS                                    | -                 | -          | -          | Producent    |
| Dragon Quest X: Mezameshi Itsutsu no Shuzoku Online            | 2012             | Wii, Wii U                                      | Green tick        | Green tick | -          | Regisseur    |
| Dragon Quest X: Nemureru Yuusha to Michibiki no Meiyuu Online  | 2013             | Wii, Wii U                                      | Green tick        | Green tick | -          | Regisseur    |
| Dragon Quest Heroes: The World Tree's Woe and the Blight Below | 2015             | PlayStation 3, PlayStation 4, Microsoft Windows | -                 | -          | -          | Regisseur    |
| Dragon Quest XI: Echoes of an Elusive Age                      | 2017             | Nintendo 3DS, Nintendo Switch, PlayStation 4    | Green tick        | Green tick | -          | -            |

## Prijs
In 2009 kreeg Horii een speciale prijs bij de Computer Entertainment Supplier's Association Developers Conference voor zijn werk aan de Dragon Quest franchise.